# Rugby union na Igrzyskach Południowego Pacyfiku 1969
Turniej rugby union na Igrzyskach Południowego Pacyfiku 1969 odbył się w dniach 16–23 sierpnia 1969 roku w stołecznym mieście Papui-Nowej Gwinei, Port Moresby. Zwyciężyła w nim reprezentacja Fidżi.
Był to trzeci turniej rugby union w historii tych zawodów.

## Wyniki
| 16 sierpnia 1969 | Fidżi | 84:8 | Wallis i Futuna | Port Moresby |
| 16 sierpnia 1969 |       | 84:8 |                 | Port Moresby |

| 16 sierpnia 1969 | Terytorium Papui i Nowej Gwinei | 46:0 | Wallis i Futuna | Port Moresby |
| 16 sierpnia 1969 |                                 | 46:0 |                 | Port Moresby |

| 18 sierpnia 1969 | Terytorium Papui i Nowej Gwinei | 0:79 | Fidżi | Port Moresby |
| 18 sierpnia 1969 |                                 | 0:79 |       | Port Moresby |

| 18 sierpnia 1969 | Terytorium Papui i Nowej Gwinei | 23:5 | Wyspy Salomona | Port Moresby |
| 18 sierpnia 1969 |                                 | 23:5 |                | Port Moresby |

| 20 sierpnia 1969 | Fidżi | 113:3 | Nowa Kaledonia | Port Moresby |
| 20 sierpnia 1969 |       | 113:3 |                | Port Moresby |

| 20 sierpnia 1969 | Terytorium Papui i Nowej Gwinei | 17:8 | Nowa Kaledonia | Port Moresby |
| 20 sierpnia 1969 |                                 | 17:8 |                | Port Moresby |

| 21 sierpnia 1969 | Fidżi | 113:13 | Wyspy Salomona | Port Moresby |
| 21 sierpnia 1969 |       | 113:13 |                | Port Moresby |

| 22 sierpnia 1969 | Nowa Kaledonia | 12:11 | Wyspy Salomona | Port Moresby |
| 22 sierpnia 1969 |                | 12:11 |                | Port Moresby |

### Finał
| 23 sierpnia 1969 | Terytorium Papui i Nowej Gwinei | 3:88 | Fidżi | Port Moresby |
| 23 sierpnia 1969 |                                 | 3:88 |       | Port Moresby |